# Joseph Theodorus Suwatan
Joseph Theodorus Suwatan, né le 10 avril 1940 à Tegal dans la province de Java central, est un prélat indonésien, appartenant aux missionnaires du Sacré-Cœur de Jésus, évêque du diocèse de Manado en Indonésie de 1990 à 2017.

## Biographie
Ordonné prêtre pour les missionnaires du Sacré-Cœur de Jésus (M.S.C) le 8 janvier 1969, il est nommé évêque le 8 février 1990 par Jean-Paul II. 
Il reçoit l'ordination épiscopale le 29 juin suivant des mains du nonce apostolique en Indonésie, Francesco Canalini.
Il se retire ayant atteint la limite d'âge, le 12 avril 2017, remplacé immédiatement par Rolly Untu (en).

## Évêque
Joseph Theodorus Suwatan a joué un grand rôle dans la résolution des émeutes dans la ville de Poso.
En 2001, il a alerté la communauté internationale afin d'éviter un génocide à Poso à la suite des affrontements inter-religieux. Il célébra aussi une messe en hommage au P. Tarcisius Dewanto S.J., un prêtre jésuite assassiné lors du massacre dans l'église Notre Dame de Fatima à Suai au Timor oriental.
En 1999, en tant que président de la Conférence des évêques d'Indonésie, il publia un texte lors de la fête de l’indépendance pour dénoncer les élites politiques qui ne sont pas au service au peuple et à appeler à la fin de la corruption généralisé au sein du gouvernement.